# Галини (код Новог Мармараса)
Галини (грч. Γαλήνη) је приморско насељено место у општини Ситонија у периферији Средишња Македонија, Грчка. Према попису из 2021. године било је 24 становника.
Насеље је подигнуто седамдесетих година 20. века и први пут се помиње на попису из 1981. године са шест становника. Село се раније звало Коцивелија.